# Trichocolletes luteorufus
Trichocolletes luteorufus  is een vliesvleugelig insect uit de familie Colletidae. 
De soort is bekend van twee plekken in de omgeving van Mount Magnet, West-Australië.